# NGC 3703
NGC 3703 é uma galáxia espiral (S) localizada na direcção da constelação de Crater. Possui uma declinação de -08° 26' 47" e uma ascensão recta de 11 horas, 29 minutos e 09,0 segundos.
A galáxia NGC 3703 foi descoberta em 1886 por Ormond Stone.